# Saison 2015 de l'équipe cycliste Frøy Bianchi
La saison 2015 de l'équipe cycliste Frøy Bianchi est la quatrième de cette équipe continentale. L'équipe s'appelle Frøy Oslo du 1er janvier au 28 février inclus.

## Préparation de la saison 2015

### Arrivées et départs
| Arrivées             | Équipe 2014       |
| -------------------- | ----------------- |
| Damien Garcia        | Differdange-Losch |
| Henrik Steen Haugen  | Ringeriks-Kraft   |
| Anders Kristoffersen | Motiv3            |
| Anders Oddli         |                   |
| Anders Røe           |                   |
| Nikolai Tefre        |                   |

| Départs               | Équipe 2015     |
| --------------------- | --------------- |
| Phan Åge Haugård      |                 |
| Andreas Landa         |                 |
| Sigurd Nesset         |                 |
| Elias Angell Spikseth |                 |
| Tord Sundhagen        |                 |
| Trond Trondsen        | Sparebanken Sør |

## Coureurs et encadrement technique

### Effectif
Onze coureurs constituent l'effectif 2015 de l'équipe.
| Cycliste              | Date de naissance | Nationalité | Équipe 2014       |  |
| --------------------- | ----------------- | ----------- | ----------------- |  |
| Oddbjørn Andersen     | 30 septembre 1990 | Norvège     | Frøy-Bianchi      |  |
| Jon Soeveras Breivold | 19 février 1995   | Norvège     | Frøy-Bianchi      |  |
| Henrik Evensen        | 17 novembre 1994  | Norvège     | Frøy-Bianchi      |  |
| Kristian Forbord      | 30 juin 1988      | Norvège     | Frøy-Bianchi      |  |
| Damien Garcia         | 17 avril 1992     | France      | Differdange-Losch |  |
| Henrik Steen Haugen   | 27 juin 1992      | Norvège     | Ringeriks-Kraft   |  |
| Anders Kristoffersen  | 27 mars 1993      | Norvège     | Motiv3            |  |
| Anders Oddli          | 22 avril 1994     | Norvège     |                   |  |
| Anders Røe            | 13 septembre 1993 | Norvège     |                   |  |
| Halvor Tandrevold     | 28 avril 1992     | Norvège     | Frøy-Bianchi      |  |
| Nikolai Tefre         | 12 octobre 1994   | Norvège     |                   |  |

## Bilan de la saison

### Victoires
| Date | Course | Pays | Classe | Vainqueur |
| ---- | ------ | ---- | ------ | --------- |